# Гармчашма (источник)
Гармчашма́ (устар. Гарм-Чашма; тадж. Гармчашма) — горячие минеральные источники в Таджикистане, Ишкашимский район Горно-Бадахшанской автономной области. Расположены на западном склоне Шахдаринского хребта Памира, в среднем течении реки Гармчашма (приток реки Пяндж).
На базе группы источников, в 42 км к юго-востоку от города Хорог, в 60 км от посёлка Ишкашим, действует санаторий Гармчашма.

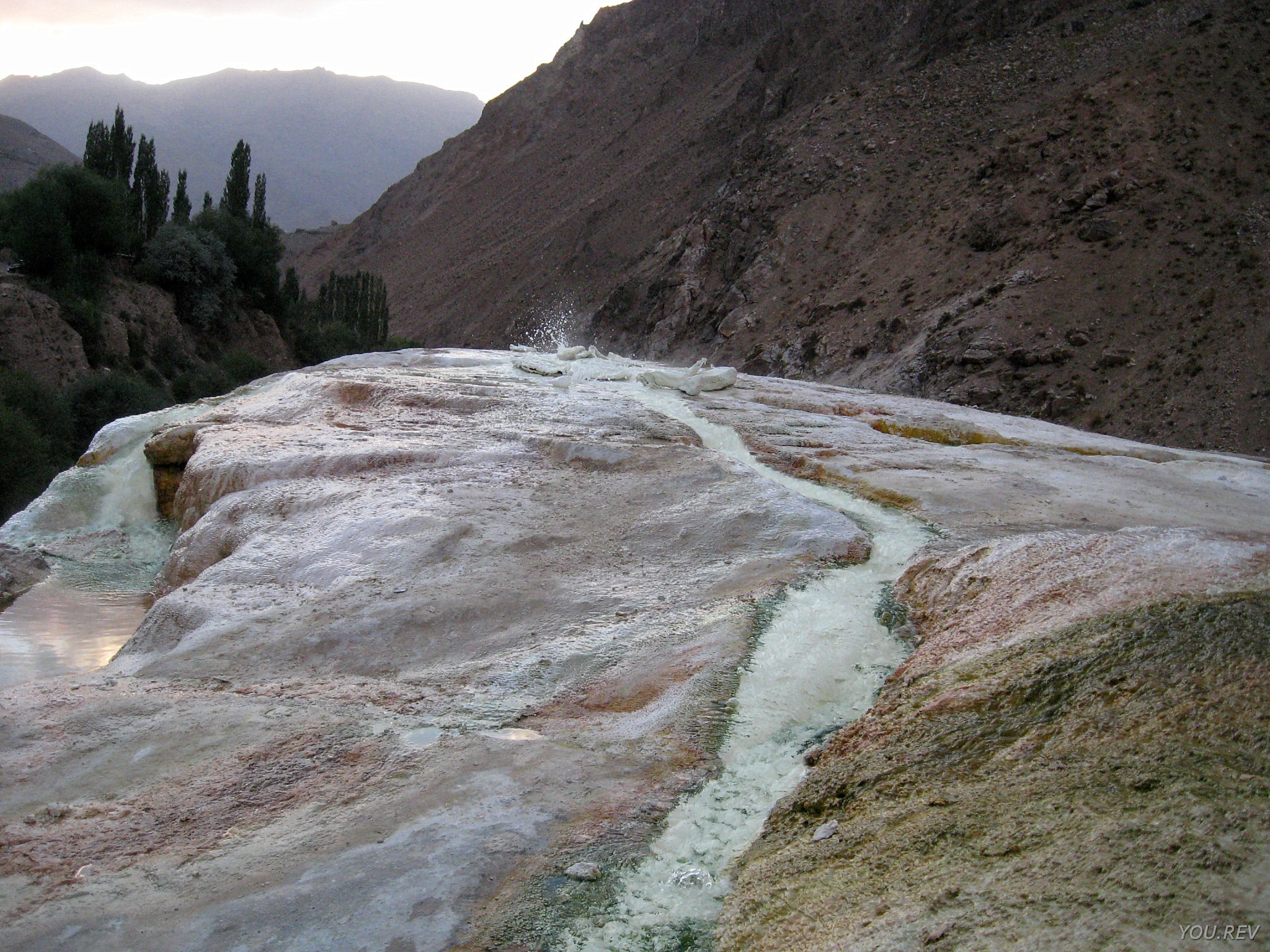
Один из источников, наполняющих бассейн

Эти источники впервые исследованы в 1928 году русским минералогом А. Н. Лабунцовым и его помощником Н. И. Берёзкиным.
Минеральные воды выходят на поверхность с больших глубин из древних кристаллических и метаморфических пород в виде фонтанирующих грифонов. Выходы расположены по гребню сформировавшейся за время существования источников травертиновой горки высотой 7-8 метров и длиной до 1500 метров. Горка уступами спускается к реке. На участке пять ярусов травертиновых отложений, имеющих, вероятно, различный возраст. Вода источников Гарм-Чашма относится к сероводородно-углекислым, хлоридно-гидрокарбонатным, натриево-кремнистым термам. Содержание сероводорода в воде 170 мг/л. Средняя температура воды 59 °C. Общая минерализация достигает 3,0 — 3,3 г/л.
Благодаря высокой минерализации воды, в местах выхода образовались натечные скопления углекислого кальция, крупные красивые сталактиты, термальные водоёмы.